# Đội tuyển bóng đá quốc gia Mauritius
Đội tuyển bóng đá quốc gia Mauritius là đội tuyển cấp quốc gia của Mauritius do Hiệp hội bóng đá Mauritius quản lý.
Trận thi đấu quốc tế đầu tiên của đội tuyển Maurtius là trận gặp đội tuyển Réunion là vào năm 1947. Đội đã một lần tham dự cúp bóng đá châu Phi là vào năm 1974. Tại giải năm đó, đội đã để thua cả ba trận trước Congo, Cộng hòa Dân chủ Congo, Guinée và dừng bước ở vòng bảng.

## Thành tích tại giải vô địch thế giới
- 1930 đến 1970 - Không tham dự
- 1974 - Không vượt qua vòng loại
- 1978 - Không tham dự
- 1982 - Không tham dự
- 1986 - Không vượt qua vòng loại
- 1990 - Không được tham dự vì nợ tiền FIFA
- 1994 - Không vượt qua vòng loại
- 1998 đến 2010 - Không vượt qua vòng loại
- 2014 - Bỏ cuộc
- 2018 đến 2022 - Không vượt qua vòng loại

## Cúp bóng đá châu Phi
Mauritius mới một lần tham dự vòng chung kết Cúp bóng đá châu Phi và bị loại từ vòng bảng.
| Cúp bóng đá châu Phi | Cúp bóng đá châu Phi | Cúp bóng đá châu Phi | Cúp bóng đá châu Phi | Cúp bóng đá châu Phi | Cúp bóng đá châu Phi | Cúp bóng đá châu Phi | Cúp bóng đá châu Phi | Cúp bóng đá châu Phi | Cúp bóng đá châu Phi |
| Vòng chung kết: 1    | Vòng chung kết: 1    | Vòng chung kết: 1    | Vòng chung kết: 1    | Vòng chung kết: 1    | Vòng chung kết: 1    | Vòng chung kết: 1    | Vòng chung kết: 1    | Vòng chung kết: 1    | Vòng chung kết: 1    |
| Năm                  | Thành tích           | Thứ hạng1            | Số trận              | Thắng                | Hòa2                 | Thua                 | Bàn thắng            | Bàn thua             |                      |
| -------------------- | -------------------- | -------------------- | -------------------- | -------------------- | -------------------- | -------------------- | -------------------- | -------------------- | -------------------- |
| 1957 đến 1965        | Không tham dự        | Không tham dự        | Không tham dự        | Không tham dự        | Không tham dự        | Không tham dự        | Không tham dự        | Không tham dự        |                      |
| 1968 đến 1972        | Vòng loại            | Vòng loại            | Vòng loại            | Vòng loại            | Vòng loại            | Vòng loại            | Vòng loại            | Vòng loại            |                      |
| 1974                 | Vòng 1               | 8 / 8                | 3                    | 0                    | 0                    | 3                    | 2                    | 8                    |                      |
| 1976 đến 1986        | Vòng loại            | Vòng loại            | Vòng loại            | Vòng loại            | Vòng loại            | Vòng loại            | Vòng loại            | Vòng loại            |                      |
| 1988                 | Bỏ cuộc              | Bỏ cuộc              | Bỏ cuộc              | Bỏ cuộc              | Bỏ cuộc              | Bỏ cuộc              | Bỏ cuộc              | Bỏ cuộc              |                      |
| 1990                 | Vòng loại            | Vòng loại            | Vòng loại            | Vòng loại            | Vòng loại            | Vòng loại            | Vòng loại            | Vòng loại            |                      |
| 1992                 | Bỏ cuộc              | Bỏ cuộc              | Bỏ cuộc              | Bỏ cuộc              | Bỏ cuộc              | Bỏ cuộc              | Bỏ cuộc              | Bỏ cuộc              |                      |
| 1994 đến 2012        | Vòng loại            | Vòng loại            | Vòng loại            | Vòng loại            | Vòng loại            | Vòng loại            | Vòng loại            | Vòng loại            |                      |
| 2013                 | Không tham dự        | Không tham dự        | Không tham dự        | Không tham dự        | Không tham dự        | Không tham dự        | Không tham dự        | Không tham dự        |                      |
| 2015 đến 2025        | Vòng loại            | Vòng loại            | Vòng loại            | Vòng loại            | Vòng loại            | Vòng loại            | Vòng loại            | Vòng loại            |                      |
| 2027                 | Chưa xác định        | Chưa xác định        | Chưa xác định        | Chưa xác định        | Chưa xác định        | Chưa xác định        | Chưa xác định        | Chưa xác định        |                      |
| Tổng cộng            | 1 lần vòng 1         | 1 lần vòng 1         | 3                    | 0                    | 0                    | 3                    | 2                    | 8                    |                      |

- ^1 Thứ hạng ngoài bốn hạng đầu (không chính thức) dựa trên so sánh thành tích giữa những đội tuyển vào cùng vòng đấu
- ^2 Tính cả những trận hoà ở vòng đấu loại trực tiếp phải giải quyết bằng sút luân lưu
- ^3 Do đặc thù châu Phi, có những lúc tình hình chính trị hoặc kinh tế quốc gia bất ổn nên các đội bóng bỏ cuộc. Những trường hợp không ghi chú thêm là bỏ cuộc ở vòng loại

## Cầu thủ

### Đội hình
Trận đấu tiếp theo: 23 và 27 tháng 3 năm 2022 

Đối thủ: São Tomé và Príncipe 

Giải đấu: Vòng loại CAN 2023
Số liệu thống kê tính đến ngày:  27 tháng 3 năm 2022
| Số | VT | Cầu thủ                   | Ngày sinh (tuổi)  | Trận | Bàn | Câu lạc bộ            |
| -- | -- | ------------------------- | ----------------- | ---- | --- | --------------------- |
|    | TM | Kevin Jean-Louis          | 27 tháng 6, 1989  | 55   | 0   | Pamplemousses         |
|    | TM | Xavier Darbon             | 7 tháng 11, 2003  | 0    | 0   | Unattached            |
|    |    |                           |                   |      |     |                       |
|    | HV | Marco Dorza               | 8 tháng 10, 1988  | 44   | 2   | Cercle de Joachim SC  |
|    | HV | Damien Balisson           | 28 tháng 10, 1996 | 35   | 1   | Cercle de Joachim SC  |
|    | HV | Emmanuel Vincent          | 27 tháng 8, 1997  | 35   | 1   | Pamplemousses         |
|    | HV | Lindsay Rose (đội trưởng) | 8 tháng 2, 1992   | 7    | 0   | Legia Warsaw          |
|    | HV | Fernando Jackson          | 11 tháng 3, 1999  | 7    | 0   | Cercle de Joachim SC  |
|    | HV | Dylan Collard             | 16 tháng 4, 2000  | 2    | 1   | Marítimo B            |
|    |    |                           |                   |      |     |                       |
|    | TV | Kevin Perticots           | 1 tháng 5, 1996   | 46   | 6   | Pamplemousses         |
|    | TV | Adel Langue               | 17 tháng 9, 1997  | 29   | 0   | CA Vitry-sur-Seine    |
|    | TV | Kévin Bru                 | 12 tháng 12, 1988 | 21   | 2   | C'Chartres            |
|    | TV | Adrien François           | 26 tháng 8, 1999  | 21   | 4   | GRSE Wanderers        |
|    | TV | Hans Patate               | 9 tháng 9, 1998   | 17   | 0   | GRSE Wanderers        |
|    | TV | Yannick Aristide          | 15 tháng 3, 2001  | 8    | 1   | Cercle de Joachim     |
|    | TV | David Aristide            | 1 tháng 2, 2002   | 8    | 0   | GRSE Wanderers        |
|    | TV | Nilesh Rasdarising        | 8 tháng 2, 1994   | 5    | 0   | AS Rivière du Rempart |
|    | TV | Wilson Moutou             | 8 tháng 4, 2002   | 5    | 0   | CTN MFA               |
|    | TV | Pascal Colin              | 7 tháng 4, 1996   | 4    | 0   | Curepipe Starlight SC |
|    | TV | Jordan François           | 5 tháng 5, 2002   | 0    | 0   | Lusitano              |
|    |    |                           |                   |      |     |                       |
|    | TĐ | Andy Sophie               | 26 tháng 6, 1987  | 57   | 11  | GRSE Wanderers        |
|    | TĐ | Ashley Nazira             | 11 tháng 11, 1995 | 21   | 8   | Saint-Pauloise FC     |
|    | TĐ | Jeremie Villeneuve        | 25 tháng 4, 1994  | 14   | 0   | Andrézieux-Bouthéon   |

### Từng được triệu tập
| Vt | Cầu thủ                  | Ngày sinh (tuổi) | Số trận | Bt | Câu lạc bộ              | Lần cuối triệu tập        |
| -- | ------------------------ | ---------------- | ------- | -- | ----------------------- | ------------------------- |
| TM | Loïc Michel              | 6 tháng 7, 2002  | 4       | 0  | GRSE Wanderers          | v. Nepal; 29 January 2022 |
|    |                          |                  |         |    |                         |                           |
| HV | Walter Duprey St. Martin | 7 tháng 7, 1984  | 23      | 1  | Pamplemousses           | v. Nepal; 29 January 2022 |
| HV | Kerlson Agathe           | 8 tháng 3, 1991  | 12      | 0  | Pamplemousses           | v. Nepal; 29 January 2022 |
| HV | Jonathan Spéville        | 26 tháng 1, 1991 | 11      | 0  | Roche-Bois Bolton City  | v. Nepal; 29 January 2022 |
| HV | Rodney Castel            | 24 tháng 8, 1990 | 3       | 0  | GRSE Wanderers          | v. Nepal; 29 January 2022 |
| HV | Stephane Gentil          | 16 tháng 2, 2002 | 5       | 0  | Roche-Bois Bolton City  | v. Nepal; 29 January 2022 |
|    |                          |                  |         |    |                         |                           |
| TV | Mervyn Jocelyn           | 21 tháng 8, 1991 | 19      | 1  | Pamplemousses           | v. Nepal; 29 January 2022 |
| TV | Adrien Botlar            | 19 tháng 9, 1996 | 18      | 0  | Pamplemousses           | v. Nepal; 29 January 2022 |
| TV | Stéphan Nabab            | 29 tháng 2, 1992 | 15      | 1  | Savanne SC              | v. Nepal; 29 January 2022 |
| TV | Hans Patate              | 9 tháng 9, 1998  | 5       | 0  | GRSE Wanderers          | v. Nepal; 29 January 2022 |
| TV | Owen Foolchand           | 20 tháng 9, 2001 | 4       | 0  | GRSE Wanderers          | v. Nepal; 29 January 2022 |
| TV | Fabrice Brasse           | 15 tháng 7, 1996 | 2       | 0  | Pamplemousses           | v. Nepal; 29 January 2022 |
| TV | Vashist Calcutta         | 18 tháng 1, 2000 | 1       | 0  | Entente Boulet Rouge SC | v. Nepal; 29 January 2022 |
|    |                          |                  |         |    |                         |                           |
| TĐ | Kengy Saramandif         | 10 tháng 5, 1997 | 5       | 0  | Pamplemousses           | v. Nepal; 29 January 2022 |
| TĐ | Linsley Brasse           | 4 tháng 8, 1993  | 1       | 0  | Pamplemousses           | v. Nepal; 29 January 2022 |